# Никаб
Никаб (арапски نقاب „вео или маска") је тканина којом неке арапске жене примарно исламске вероисповести покривају лице.
По правилу се прави од црне тканине. За разлику од бурке има прорез за очи. Никаб је највише распрострањен у земљама Арабијског полуострва као што су Саудијска Арабија, Јемен, Катар, Кувајт, Оман, Бахреин и Уједињени Арапски Емирати.

## Порекло
Сматра се да ношење вела на лицу потиче из Византијског царства, а да је постало део исламске културе приликом арапског освајања Блиског истока.

## Никаб у исламу
По законима Шеријата, жене су обавезне да носе само хиџаб, који за разлику од никаба покрива само косу. Јусуф Карадави, исламски теолог, сматра да ношење никаба није обавезан нити пожељан начин облачења жена исламске вероисповести.
Образложење о ношењу никаба, потиче из Курана. Познато је да је Мухамед имао много жена, које су морале да се покривају у присуству мушкараца које нису познавале. Међутим, Куран нарочито наводи да су жене пророка Мухамеда имале другачији стандард у односу на друге муслиманке.

## Присиљавање, контроверзе и забране
Прекривање лица током талибанске окупације Авганистана било је обавезно, а свака непослушност строго кажњавана. У Саудијској Арабији, све муслиманке морају да носе вео преко лица у светим местима као што су Мека и Медина. 2008. године, верски поглавар Меке, Мухамед Хабадан, позвао је жене да носе вео који ће им откривати само једно око, да би остале муслиманке биле обесхрабрене и престале да се шминкају.
У многим земљама, постоји забрана ношења никаба или бурке на јавним местима. У СФРЈ ношење никаба или присиљавање жена на ношење истог било је забрањено, у циљу једнакости између мушкараца и жена.. 24. априла 2010, белгијске власти усвајају закон по коме се забрањује ношење било какве покривке на лицу која би учинила лице непрепознатљивим. Иако се овде нису спомињали бурка и никаб, овај закон их практично забрањује у јавности. 13. јула 2010, француски парламент такође уводи забрану ношења исламских покривки које сакривају лице.